# Stephenville
Pour les articles homonymes, voir Stephenville (Texas).
Stephenville est une municipalité canadienne de la province de Terre-Neuve-et-Labrador.  Principale ville de la côte Ouest de Terre-Neuve, avec Corner Brook, elle compte aujourd'hui près de 7 000 résidents.  Stephenville est un important centre de service pour la région de la baie St-Georges.  L'usine de pâtes et papier de l'Abitibi Consolidated fut un employeur important jusqu'à sa fermeture en 2005.
L'origine de la ville, assez récente, remonte à 1844, lorsqu'elle fut fondée par deux familles anglaises. La ville connut son essor le plus important lors de la construction de la base militaire américaine Ernest Harmon Air Force Base près de Stephenville dans les années 1940. La présence francophone qui était jusqu'alors très marquée a subi un phénomène d'assimilation important, réduisant le nombre de francophones dans cette municipalité et la région environnante.
La ville dispose d'un port ouvert sur le commerce extérieur, ainsi que d'un aéroport national, offrant des vols vers les autres grandes villes de Terre-Neuve.
Tous les ans, la ville accueille une compétition opposant les pompiers de nombreuses communautés avoisinantes mais parfois lointaines.
Autrefois, la ville disposait d'un accès ferroviaire, connecté à la seule ligne que comptait la province. Aujourd'hui, ce service a disparu.

## Démographie
| 2001  | 2006  | 2011  | 2016  |
| ----- | ----- | ----- | ----- |
| 7 109 | 6 588 | 6 719 | 6 623 |

|  |

## Climat
| Mois                                  | jan.       | fév.       | mars       | avril      | mai       | juin      | jui.      | août      | sep.      | oct.      | nov.       | déc.       | année          |
| ------------------------------------- | ---------- | ---------- | ---------- | ---------- | --------- | --------- | --------- | --------- | --------- | --------- | ---------- | ---------- | -------------- |
| Température minimale moyenne (°C)     | −9,4       | −10,7      | −7,6       | −1,3       | 3,2       | 7,8       | 12,6      | 12,8      | 8,9       | 4         | −0,2       | −5,3       | 1,2            |
| Température moyenne (°C)              | −6         | −6,7       | −3,5       | 2,6        | 7,6       | 12,1      | 16,4      | 16,7      | 12,8      | 7,4       | 2,7        | −2,4       | 5              |
| Température maximale moyenne (°C)     | −2,4       | −2,6       | 0,6        | 6,4        | 11,9      | 16,4      | 20,2      | 20,6      | 16,7      | 10,8      | 5,6        | 0,7        | 8,7            |
| Record de froid (°C) date du record   | −26,1 1957 | −29,5 1990 | −29,2 1990 | −15,6 1994 | −7,1 1993 | −1,1 1943 | 3,5 2009  | 2,2 1975  | −0,7 1986 | −5,6 1969 | −14,9 1992 | −20,2 1984 | −29,5 5/2/1990 |
| Record de chaleur (°C) date du record | 14,6 2006  | 12,7 1996  | 19,7 1999  | 23,8 1986  | 27,2 1950 | 30 1954   | 30,6 1949 | 29,9 2001 | 29,1 1989 | 22,4 2010 | 20,6 1967  | 16,1 1966  | 30,6 31/7/1949 |
| Ensoleillement (h)                    | 41,9       | 73,3       | 116,7      | 141,7      | 205,2     | 204,2     | 206,2     | 201,6     | 145,7     | 114,1     | 50,1       | 26,6       | 1 527,3        |
| Précipitations (mm)                   | 124,6      | 105,3      | 86,2       | 77,7       | 97,4      | 104,1     | 118,4     | 130,4     | 127,6     | 126,9     | 118,4      | 123,4      | 1 340,4        |
| dont neige (cm)                       | 113,3      | 90,1       | 54,4       | 17         | 3,3       | 0         | 0         | 0         | 0,1       | 2,9       | 26,2       | 86         | 393,2          |
| Nombre de jours avec précipitations   | 26,1       | 21,8       | 17,7       | 15,3       | 14,9      | 14,3      | 15,2      | 15,2      | 15,7      | 19        | 20,8       | 25,1       | 221,2          |
| Nombre de jours avec neige            | 24,7       | 20,4       | 14,9       | 7          | 1,2       | 0         | 0         | 0         | 0,1       | 1,5       | 9,9        | 21,6       | 101,4          |

| Diagramme climatique                                  |                |             |             |             |              |               |               |              |            |              |              |
| J                                                     | F              | M           | A           | M           | J            | J             | A             | S            | O          | N            | D            |
| −2,4−9,4124,6                                         | −2,6−10,7105,3 | 0,6−7,686,2 | 6,4−1,377,7 | 11,93,297,4 | 16,47,8104,1 | 20,212,6118,4 | 20,612,8130,4 | 16,78,9127,6 | 10,84126,9 | 5,6−0,2118,4 | 0,7−5,3123,4 |
| Moyennes : • Temp. maxi et mini °C • Précipitation mm |                |             |             |             |              |               |               |              |            |              |              |